# 乔治·索雷尔

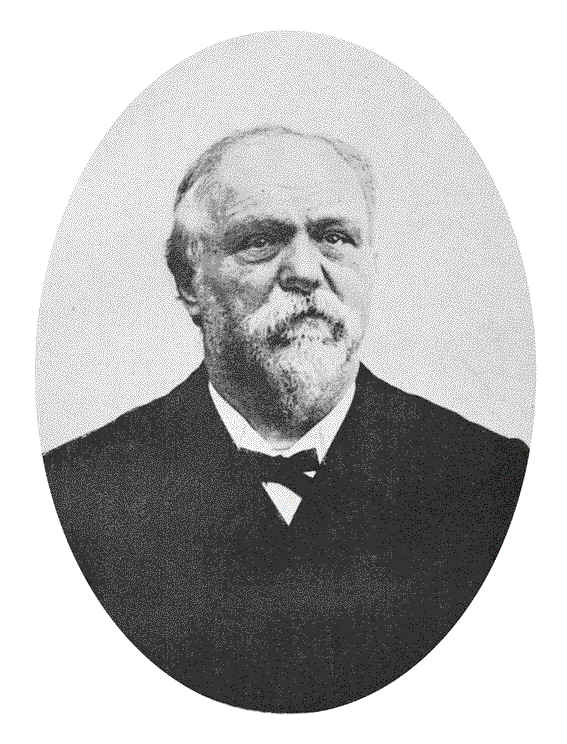
乔治·索雷尔

乔治·歐仁·索雷尔（法語：Georges Eugène Sorel；1847年11月2日—1922年8月29日），法国哲学家、工团主义理论家。他的政治思想被称为索雷尔主义。
1847年，他出生于一个中产阶级家庭，学习过土木工程。1892年，他离开民政工程职务，专心于思考和研究问题。1893年思想转向马克思主义并开始写分析和评论文章。1897年，在德雷福斯事件中为德雷福斯辩护。1902年，他公开抨击当时主流的社会主义和激进党派通过民主和宪政通往社会主义的设想，并热切支持革命工团主义。在索雷爾看來，民主制度與其普選權及政治統治權，最終只會加強勞工階級在經濟上被奴役的程度。1909年以后，他对工团主义逐渐失望。1917年俄国十月革命爆发后，他宣布支持布尔什维克，他认为布尔什维克能使人类在道德上再生。
索雷尔的哲学结合了柏格森和尼采的思想，认为理性受制于感性。这成为了他创立的革命社会主义的理论基础。他认为，通过动员非理性力量进行暴力革命，是实现社会主义的唯一方式。索雷尔将总罢工赋予一种神秘色彩，认为它具有撼人心魄的力量，可以动员工人采取“英雄式的暴力”，并进而摧毁资本主义社会。
和一些民粹主义者不同，索雷尔眼中的社会主义是由少数精英治理的。索雷尔认为，一般大众不具有控制自身的能力，因而只能被精英统治。他的思想對後來墨索里尼的法西斯主義有很大影響。

## 作品列表
- 《反思暴力》（法語：Réflexions sur la violence, 1908）
- 《進步的幻象》（法語：Illusions du Progrès., 1908）

## 著作中譯本
- 呂文江譯，《進步的幻象》，上海：上海人民出版社，2003年。